# Ankita Raina
Ankita Ravinderkrishan Raina (en gujarati : અંકિતા રૈના, et en hindi : अंकिता रैना), née le 11 janvier 1993 à Ahmedabad, est une joueuse de tennis indienne, professionnelle depuis 2011.
Meilleure joueuse de tennis indienne en simple depuis 2013, elle est membre de l'équipe d'Inde de Fed Cup.

## Carrière
Ankita Raina a remporté 11 tournois ITF en simple et 18 en double.
Elle a décroché une médaille de bronze lors des Jeux asiatiques de 2018. En fin d'année, elle remporte avec sa compatriote Karman Thandi le tournoi WTA 125 de Taïwan.
En avril 2019, elle bat Samantha Stosur au premier tour du tournoi d'Anning puis Sabine Lisicki à Surbiton.
En 2021, elle devient la 5e joueuse indienne à disputer le tableau principal d'un tournoi du Grand Chelem lors de l'Open d'Australie. Elle perd au premier tour en double associée à la Roumaine Mihaela Buzărnescu. La semaine suivante, elle remporte le Phillip Island Trophy à Melbourne avec la Russe Kamilla Rakhimova.

## Palmarès

### Titre en double dames
| No | Date       | Nom et lieu du tournoi          | Catégorie | Dotation  | Surface    | Partenaire        | Finalistes                       | Score            |          |
| -- | ---------- | ------------------------------- | --------- | --------- | ---------- | ----------------- | -------------------------------- | ---------------- | -------- |
| 1  | 13-02-2021 | Phillip Island Trophy Melbourne | WTA 250   | 235 238 $ | Dur (ext.) | Kamilla Rakhimova | Anna Blinkova Anastasia Potapova | 2-6, 6-4, [10-7] | Parcours |

### Finale en double dames
Aucune

### Titre en double en WTA 125
| No | Date       | Nom et lieu du tournoi | Catégorie | Dotation  | Surface         | Partenaire    | Finalistes                       | Score                 |          |
| -- | ---------- | ---------------------- | --------- | --------- | --------------- | ------------- | -------------------------------- | --------------------- | -------- |
| 1  | 12-11-2018 | Taipei OEC Open Taipei | WTA 125   | 115 000 $ | Moquette (int.) | Karman Thandi | Olga Doroshina Natela Dzalamidze | 6-3, 5-7, [12-12 ab.] | Parcours |

## Parcours en Grand Chelem

### En simple
| Année | Open d'Australie | Open d'Australie | Internationaux de France | Internationaux de France | Wimbledon | Wimbledon              | US Open | US Open          |
| ----- | ---------------- | ---------------- | ------------------------ | ------------------------ | --------- | ---------------------- | ------- | ---------------- |
| 2018  | —                | —                | Q1                       | Evgeniya Rodina          | Q2        | Vitalia Diatchenko     | —       | —                |
| 2019  | Q1               | Paula Badosa     | Q1                       | Coco Gauff               | Q2        | Sabine Lisicki         | Q2      | Denisa Allertová |
| 2020  | Q1               | Viktoriya Tomova | Q2                       | Kurumi Nara              | Annulé    | Annulé                 | —       | —                |
| 2021  | Q3               | Olga Danilović   | Q2                       | Greet Minnen             | Q1        | Varvara Lepchenko      | Q1      | Jamie Loeb       |
| 2022  | Q1               | Lesia Tsurenko   | —                        | —                        | —         | —                      | —       | —                |
| 2023  | —                | —                | Q1                       | Moyuka Uchijima          | Q1        | Jessica Bouzas Maneiro | Q3      | Mirjam Björklund |
| 2024  | Q2               | Sára Bejlek      |                          |                          |           |                        |         |                  |

N.B. : à droite du résultat se trouve le nom de l'ultime adversaire.

### En double dames
| 2021 | 1er tour (1/32) M. Buzărnescu \|\| style="text-align:left;" \| B. Woolcock O. Gadecki | 1er tour (1/32) L. Davis \|\| style="text-align:left;" \| L. Hradecká L. Siegemund | 1er tour (1/32) L. Davis \|\| style="text-align:left;" \| A. Muhammad J. Pegula | 1er tour (1/32) K. Bondarenko \|\| style="text-align:left;" \| D. Jurak D. Klepač |

N.B. : le nom de la partenaire se trouve sous le résultat ; le nom des ultimes adversaires se trouve à droite.

### En double mixte
| Année | Open d'Australie | Open d'Australie | Internationaux de France | Internationaux de France | Wimbledon                                                                          | Wimbledon | US Open | US Open |
| ----- | ---------------- | ---------------- | ------------------------ | ------------------------ | ---------------------------------------------------------------------------------- | --------- | ------- | ------- |
| 2021  | —                | —                | —                        | —                        | 1er tour (1/32) R. Ramanathan \|\| style="text-align:left;" \| S. Mirza R. Bopanna | —         | —       |         |

N.B. : le nom du partenaire se trouve sous le résultat ; le nom des ultimes adversaires se trouve à droite.

## Parcours aux Jeux olympiques

### En double dames
| # | Date       | Nom de l'olympiade         | Surface    | Résultat        | Partenaire  | Ultimes adversaires               | Score             |          |
| - | ---------- | -------------------------- | ---------- | --------------- | ----------- | --------------------------------- | ----------------- | -------- |
| 1 | 31/07/2021 | Olympic Tennis Event Tokyo | Dur (ext.) | 1er tour (1/16) | Sania Mirza | Lyudmyla Kichenok Nadiia Kichenok | 0-6, 7-60, [10-8] | Parcours |

## Classements WTA en fin de saison
| Année          | 2011 | 2012 | 2013 | 2014 | 2015 | 2016 | 2017 | 2018 | 2019 | 2020 | 2021 | 2022 | 2023 | 2024 |
| Rang en simple | 811  | 604  | 294  | 314  | 247  | 284  | 283  | 192  | 184  | 180  | 190  | 301  | 201  | 306  |
| Rang en double | 619  | 467  | 525  | 316  | 317  | 227  | 187  | 275  | 131  | 136  | 101  | 128  | 173  | 251  |

Source : (en) Classements de Ankita Raina sur le site officiel de la Fédération internationale de tennis